# تپه شال
تپه شال مربوط به هزاره دوم تا است و در شهرستان خلخال، بخش شاهرود، روستای شال واقع شده و این اثر در تاریخ ۱۰ خرداد ۱۳۸۲ با شمارهٔ ثبت ۸۸۸۳ به‌عنوان یکی از آثار ملی ایران به ثبت رسیده است.